# Jota Leporis
Jota Leporis (ι Leporis, förkortat Jota Lep, ι Lep) som är stjärnans Bayerbeteckning, är en trippelstjärna belägen i den nordvästra delen av stjärnbilden Haren. Den har en kombinerad skenbar magnitud på 4,45 och är synlig för blotta ögat där ljusföroreningar ej förekommer. Baserat på parallaxmätning inom Hipparcosuppdraget på ca 14,1 mas, beräknas den befinna sig på ett avstånd på ca 232 ljusår (ca 71 parsek) från solen.

## Egenskaper
Primärstjärnan Jota Leporis A är en blå till vit stjärna i huvudserien av spektralklass B7.5 Vn, där "n"-suffixet anger "diffusa" absorptionslinjer i stjärnans spektrum orsakade av snabb rotation. Den har en massa som är ca 3,4 gånger större än solens massa, en radie som är ca 2,2 gånger större än solens och utsänder från dess fotosfär ca 153 gånger mera energi än solen vid en effektiv temperatur på ca 13 780 K.
Jota Leporis A har en nära följeslagare som är källa till röntgenstrålning. Mest sannolikt har denna stjärna minst 1,05 gånger solens massa. Den tredje komponenten AM Leporis är en BY Draconisvariabel med skenbar magnitud 9,92, spektraltyp G8 V och separerad med 12,7 bågsekunder från primärstjärnan.